# Adam Odzimek
Adam Maciej Odzimek (ur. 7 października 1944 w Radomiu, zm. 13 marca 2022 tamże) – polski duchowny rzymskokatolicki, doktor teologii, biskup pomocniczy sandomiersko-radomski w latach 1985–1992, biskup pomocniczy radomski w latach 1992–2019, od 2019 biskup pomocniczy senior diecezji radomskiej.

## Życiorys
Urodził się 7 października 1944 w Radomiu w rodzinie Piotra i Janiny z domu Kępczyńskej. Kształcił się w miejscowym Liceum Ogólnokształcącym im. Władysława Syrokomli, gdzie w 1962 złożył egzamin dojrzałości. W latach 1962–1969 odbył studia filozoficzno-teologiczne w Wyższym Seminarium Duchownym w Sandomierzu. W trakcie studiów odbył przymusową dwuletnią służbę wojskową w Gubinie i Opolu. 23 lutego 1969 został wyświęcony na diakona przez Piotra Gołębiowskiego, administratora apostolskiego diecezji sandomierskiej, który również 31 maja 1969 w katedrze Narodzenia Najświętszej Maryi Panny w Sandomierzu udzielił mu święceń prezbiteratu. Inkardynowany został do diecezji sandomierskiej. W latach 1972–1976 studiował nauki biblijne na Wydziale Teologicznym Katolickiego Uniwersytetu Lubelskiego. W 1974 uzyskał magisterium-licencjat, a w 1978 doktorat z teologii w zakresie nauk biblijnych na podstawie dysertacji Hellenistyczna i judaistyczna literatura o męczennikach, a Łukaszowy opis męki Jezusa. W latach 1980–1984 kontynuował studia na Papieskim Instytucie Biblijnym w Rzymie, gdzie uzyskał licencjat z nauk biblijnych.
Na zastępstwie pracował w parafii św. Andrzeja Boboli w Bardzicach (1969), a jako wikariusz w parafiach: św. Mikołaja w Szewnie (1969–1972), św. Jana Chrzciciela w Białaczowie (1977) i Najświętszego Serca Jezusowego w Skarżysku-Kamiennej (1977–1978).
W 1978 został wykładowcą Nowego Testamentu w Wyższym Seminarium Duchownym w Sandomierzu, a po powrocie ze studiów zagranicznych pełnił funkcję opiekuna biblioteki seminaryjnej. Objął wykłady z Nowego Testamentu i teologii biblijnej w Wyższym Seminarium Duchownym w Radomiu, Kolegium Teologicznym i Radomskim Instytucie Teologicznym. W pracy naukowej zajmował się ewangeliami synoptycznymi i pismami Jana Ewangelisty.
25 kwietnia 1985 papież Jan Paweł II mianował go biskupem pomocniczym diecezji sandomiersko-radomskiej ze stolicą tytularną Tadamata. Święcenia biskupie otrzymał 12 maja 1985 na placu przed konkatedrą Opieki Najświętszej Maryi Panny w Radomiu. Konsekrował go kardynał Józef Glemp, prymas Polski, w asyście Edwarda Materskiego, biskupa diecezjalnego sandomiersko-radomskiego, i Stanisława Szymeckiego, biskupa diecezjalnego kieleckiego. Jako zawołanie biskupie przyjął słowa „Ne deficiant fides caritasque” (Aby wiara i miłość były mocne). W 1985 został ustanowiony wikariuszem generalnym diecezji. Wszedł w skład rady kapłańskiej, kolegium konsultorów i rady ds. ekonomicznych. W 1986 objął godności prałata archidiakona Kapituły Katedralnej w Sandomierzu i dziekana Kapituły Konkatedralnej św. Kazimierza w Radomiu. W latach 80. zainicjował spotkania biblijne odbywające się w kościele Matki Bożej Miłosierdzia w Radomiu.
25 marca 1992, po dokonaniu nowego podziału administracyjnego diecezji w Polsce, Jan Paweł II mianował go biskupem pomocniczym diecezji radomskiej. W diecezji został wikariuszem generalnym. Objął też funkcję przewodniczącego wydziału duszpasterskiego kurii diecezjalnej. 7 października 2019 papież Franciszek przyjął jego rezygnację z obowiązków biskupa pomocniczego radomskiego.
W ramach prac Konferencji Episkopatu Polski jako przewodniczący Komisji ds. Trzeźwości w latach 1988–1994 zainicjował coroczne piesze pielgrzymki do Niepokalanowa w intencji trzeźwości, ponadto zasiadał w Komisji ds. Duszpasterstwa Turystycznego, Komisji Charytatywnej i Podkomisji Biblijnej.
Zmarł 13 marca 2022 w Radomiu. 16 marca 2022 po mszy pogrzebowej sprawowanej w katedrze radomskiej został pochowany w grobie biskupów radomskich na cmentarzu przy ul. Limanowskiego w Radomiu.

## Wyróżnienia
W 2000 nadano mu honorowe obywatelstwo gminy Wieniawa.